# Румен Златев
Румен Трифонов Златев е български лекар, бригаден генерал, доцент.

## Биография
Роден е на 1 ноември 1947 г. във Враца. През 1974 г. завършва медицина в София и започва работа като лекар в Свищов. От следващата 1975 е асистент във ВВМИ в София. През 1980 г. става старши асистент, а от 1983 г. е главен асистент към Катедрата по травматология. От 1989 до 1990 г. е заместник-началник, а от 1990 до 1992 г. е началник на Клиниката по травматология. Между 1992 и 1994 г. е назначен за началник на Катедра по военнополева травматология. В периода 1994 – 1998 г. е заместник-началник на Военномедицинска академия. От 1998 до 2002 г. е началник на академията. На 16 февруари 2000 г. е освободен от длъжността първи заместник-началник на медицинското осигуряване на Българската армия и началник на Военномедицинската академия и назначен за началник на Военномедицинската академия. На 7 юли 2000 г. е удостоен с висше военно звание бригаден генерал. Между 1998 и 2002 г. е член на Висшия медицински съвет към Министъра на здравеопазването, като същевременно от 1999 до 2003 г. е част от медицинската комисия към ВАК. На 6 юни 2002 г. е освободен от длъжността началник на Военномедицинската академия.